# Verband deutscher Musikschulen
Der Verband deutscher Musikschulen (VdM) ist der Fach- und Trägerverband der öffentlichen gemeinnützigen Musikschulen in Deutschland mit Sitz in Bonn. In ihm sind derzeit mehr als 930 Musikschulen organisiert (Stand 2024). Bundesgeschäftsführer ist Holger Denckmann, Vorsitzender des Bundesvorstandes ist Friedrich-Koh Dolge.

## Gründungsgeschichte
Zwischen 1945 und 1952 wurden auf Grundlage der Schrift „Neue Musikschulen“ von Wilhelm Twittenhoff insgesamt zwölf Musikschulen ins Leben gerufen. Auf Initiative des neu gegründeten Deutschen Musikrates fand im Jahr 1952 auf Anregung und unter der Leitung Twittenhoffs auf Schloss Oberwerries eine richtungsweisende Tagung mit 80 Teilnehmern aus dem gesamten Bundesgebiet und Berlin statt. Unter den Teilnehmern waren Fritz Jöde, Helmut Mönkemeyer sowie Martin Wolschke, der spätere Leiter der Musikschule Hamm. Die Tagung endete mit der Gründung des Verbandes der Jugend- und Volksmusikschulen e. V. 1957 wurden erste „Richtlinien für die Mitgliedschaft“ aufgestellt, mit deren Hilfe Qualitäts- und Bildungsauftrag der im Verband organisierten Musikschulen sichergestellt werden sollten. 1959 folgte die Erstellung eines Lehrplanwerkes. 1966 wurde der Verband mit derzeit 136 Mitgliedsschulen in Verband deutscher Musikschulen e. V. umbenannt. Eine erste Geschäftsstelle wurde in Bremen eingerichtet. Die erweiterten Strukturen zogen ein größeres Unterrichtsangebot nach sich. 1967 veröffentlichte der VdM einen „Plan zum Ausbau der Musikschulen“ mit dem Ziel der Weiterentwicklung der Strukturen für den Aufbau und die Trägerschaft von Musikschulen und sandte diesen allen Kommunen zu. Seit 1967 wird ein jährlicher „Statistischer Jahresbericht“ publiziert.
Nach der deutschen Wiedervereinigung wurden über 150 Musikschulen aus den neuen Bundesländern in den Verband integriert.

## Aufgaben und Organisation
Der VdM vertritt als Fach- und Trägerverband die Interessen der öffentlichen gemeinnützigen Musikschulen gegenüber Behörden, Berufsverbänden und anderen Organisationen im In- und Ausland und ist für Musikschulen und deren Träger beratend in Fragen der Pädagogik und Organisation tätig. Er erarbeitet und aktualisiert Struktur- und Rahmenlehrpläne für Musikschulen und den Musikunterricht, gibt Empfehlungen für pädagogische Richtlinien und entwickelt und erprobt neue musikpädagogische Modelle. Zudem werden Konzepte für die Fortbildung von Musikpädagogen erarbeitet und diesbezüglich auch Seminare angeboten. Der VdM setzt sich besonders für bundesweit vergleichbare Bildungsstandards ein. Außerdem organisiert der Verband Musikschulkongresse, Tagungen und Symposien.
Die Mitgliedschulen sind in insgesamt 16 Landesverbänden organisiert. In den dem VdM angeschlossenen Musikschulen werden an bundesweit rund 21.000 Unterrichtsstätten über 1,4 Millionen Kinder, Jugendliche und Erwachsene von 37.000 Musikpädagogen unterrichtet. Der Verband ist anerkannter Träger der freien Jugendhilfe und wird vom Bundesministerium für Familie, Senioren, Frauen und Jugend aus dem Programm "Kulturelle Jugendbildung" des Kinder- und Jugendplans des Bundes gefördert. Er ist Fachpartner für die bundesweite Entwicklung und Umsetzung musikalischer Jugend- und Erwachsenenbildung.
Der Verband arbeitet mit den Wettbewerben Jugend musiziert, Jugend jazzt, dem Deutschen Orchesterwettbewerb sowie dem Deutschen Chorwettbewerb zusammen und kooperiert u. a. mit Fachverbänden wie dem Deutschen Sängerbund, dem Bundesverband Musikunterricht, allgemeinbildenden Schulen, Ausbildungsstätten für Berufe des Fachbereichs Musik und Laienmusikverbänden.
Der Verband ist Mitglied im Deutschen Musikrat, der Europäischen Musikschul-Union, der Föderation musikpädagogischer Verbände Deutschlands (FMV), der Bundesvereinigung Kulturelle Kinder- und Jugendbildung (BKJ) sowie in den Bundes-Akademien Trossingen, Remscheid und Wolfenbüttel, in der Initiative Hören und in zahlreichen weiteren deutschen und internationalen Institutionen und Organisationen.
Der VdM veröffentlicht regelmäßig seine Verbandsmitteilungen in der monatlich erscheinenden Zeitschrift Neue Musikzeitung (ConBrio Verlag) und publiziert im VdM Verlag Bonn zu fachspezifischen Themen. Im Rahmen der Öffentlichkeitsarbeit informiert er über die Arbeit der Musikschulen und deren Angebote. Der Podcast des VdM, welcher der Fortbildung in musikpädagogischen Themen dient, heißt „voll motiviert“ und erscheint monatlich auf allen gängigen öffentlichen Podcast-Plattformen und YouTube in Zusammenarbeit mit Schott Music und Kristin Thielemann.

## Besondere Projekte (Auswahl)
Der Verband ist Träger der Deutschen Streicherphilharmonie – ehemals Deutsches Musikschulorchester (DMO). Der VdM verleiht seit 1997 alle zwei Jahre den vom Bundesjugendministerium gestifteten Medienpreis Leopold für CDs, DVDs und Musik-Apps für Kinder. Er fördert den internationalen Jugendaustausch der Musikschulen als Zentralstelle für Fördermittel des Bundesjugendministeriums, des Deutsch-Französischen Jugendwerks, des Deutsch-Polnischen Jugendwerks und des Koordinierungszentrums Deutsch-Israelischer Jugendaustausch ConAct.
Der VdM ist seit Beginn des Jahres 2013 Programmpartner des Bundesministeriums für Bildung und Forschung (BMBF) im Rahmen des Programms Kultur macht stark. Bündnisse für Bildung. Damit ist der VdM berechtigt, im Auftrag des Ministeriums Fördergelder an Bildungsbündnisse weiterzuleiten, deren Projekte und Maßnahmen den Förderkriterien des Ministeriums sowie dem Verbandskonzept MusikLeben! entsprechen.
Der 1973 auf Initiative des VdM gegründeten Europäischen Musikschul-Union (EMU) gehören 27 europäische Musikschulverbände an.
Nach einem erfolgreichen Modellversuch zur Musikalischen Früherziehung im Jahr 1968 wurde diese seit 1969 fester Bestandteil der deutschen Musikschularbeit.
Das 1979 ins Leben gerufene Modellprojekt „Instrumentalspiel mit Behinderten“ bietet bis 470 Musikschulen regelmäßige Lehrerfortbildungen an. Außerdem ist der VdM Gründungsmitglied der Initiative Hören e. V. Am „Europäischen Musikfest der Jugend '85“, dem ersten Musikfestival des VdM als Beitrag zum Europäischen Jahr der Musik, nahmen 9.000 Musikschüler aus 23 Nationen teil. Dieses Festival wurde in Folge mehrfach veranstaltet.
1994 beteiligte sich der VdM als erster kultureller Dachverband an der Kampagne „Keine Macht den Drogen“. Im Jahr 1998 rief der Verband in Kooperation mit der Semperoper Dresden die Jugendinitiative „Alles Oper?“ ins Leben.
2007 wurde der VdM zusammen mit der Deutschen Orchestervereinigung und dem Jeunesses Musicales Deutschland e. V. Mitträger der Initiative „tutti pro“, einer Zusammenarbeit zwischen Jugendorchestern und Berufsorchestern. Seit 2013 ist der VdM Programmpartner des Projekts „Kultur macht stark. Bündnisse für Bildung“ des Bundesministeriums für Bildung und Forschung.

## Bundesvorsitzende
- 1952–1969: Wilhelm Twittenhoff
- 1969–1990: Diethard Wucher
- 1990–1996: Reinhart von Gutzeit
- 1996–2005: Gerd Eicker
- 2005–2013: Winfried Richter
- 2013–2022: Ulrich Rademacher
- seit 2022: Friedrich-Koh Dolge[7]

## Bundesgeschäftsführer
- 1962–1966: Eckart Rohlfs (ehrenamtlich)[8]
- 1966–1971: Diethard Wucher (ab 1966 geschäftsführender stellvertretender Bundesvorsitzender, ab 1969 Bundesvorsitzender)
- 1971–2005: Rainer Mehlig[9]
- 2005–2024: Matthias Pannes
- 2024–2025: Holger Denckmann[10]
- ab 2025: Raphael Amend[11]

## Auszeichnungen (Auswahl)
- 2004: Leo-Kestenberg-Medaille des Verbandes Deutscher Schulmusiker
- 2005: Deutscher Musikeditionspreis „Best Edition“ für das VdM-Lehrplanwerk zur Musikalischen Früherziehung „Tina & Tobi“ (Kategorie Schul- und Unterrichtsliteratur für Kinder und Jugendliche), Verleihung auf der Frankfurter Buchmesse